# Inginerie electronică

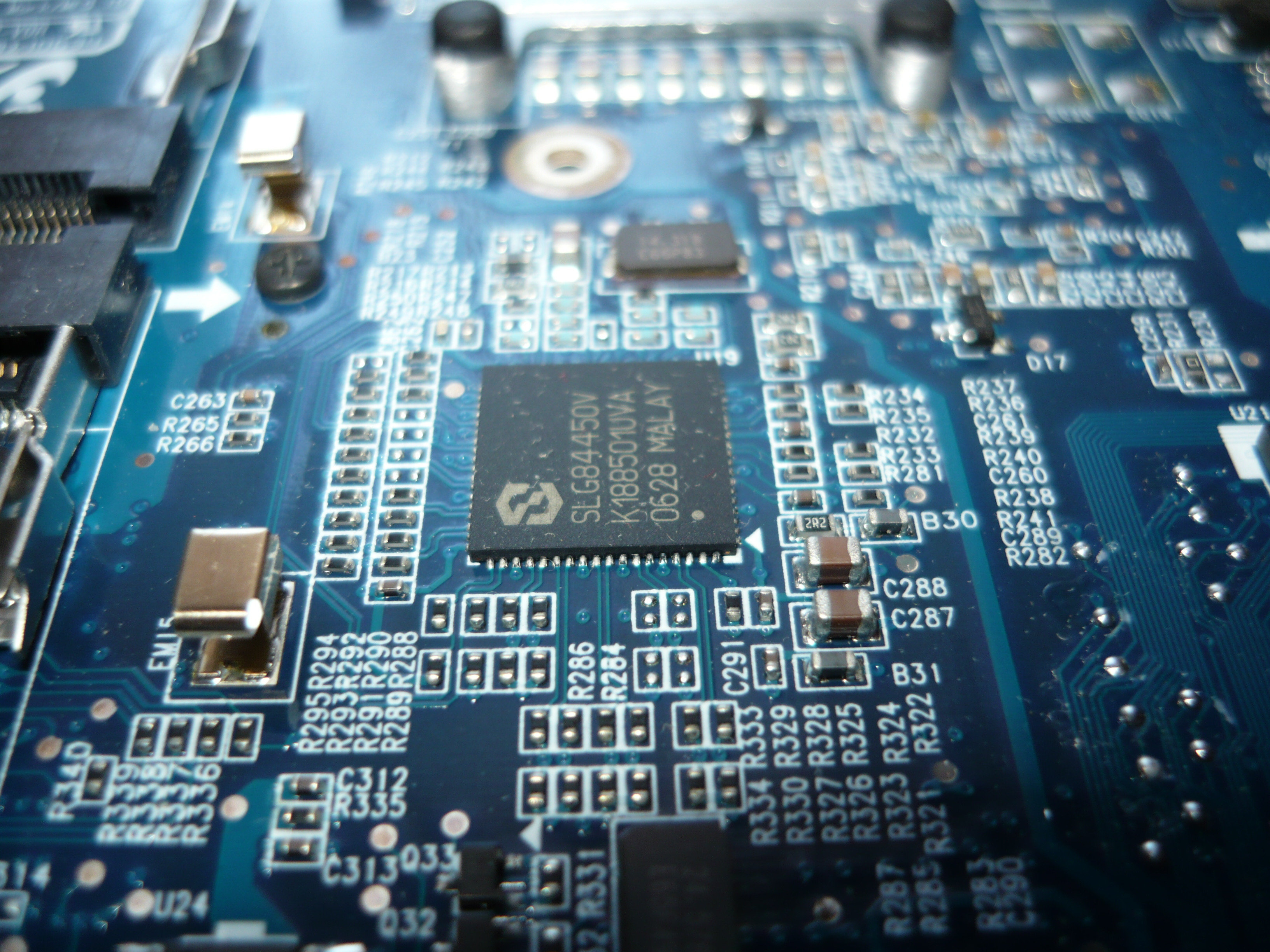
Circuit imprimat

Ingineria electronică (denumită și inginerie electronică și comunicații) este o disciplină de inginerie electrică care utilizează componente electrice neliniare și active (cum ar fi dispozitivele semiconductoare, în special tranzistoarele, diodele și circuitele integrate) pentru a proiecta circuite electronice, dispozitive, dispozitive VLSI și sistemele lor. De asemenea, disciplina proiectează componente electrice pasive, de obicei bazate pe plăci de circuite imprimate. Electronica este un sub-domeniu din domeniul universitar de inginerie electrică, dar denotă un domeniu larg de inginerie care acoperă subcâmpuri precum electronica analogică, electronica digitală, electronice de consum, sistem înglobat și electronice de putere. Ingineria electronică se ocupă de implementarea aplicațiilor, principiilor și algoritmilor dezvoltați în mai multe domenii conexe, de exemplu, fizica stării solide, inginerie radio, telecomunicații, sisteme de control, procesare a semnalelor, inginerie de sisteme, ingineria calculatoarelor, inginerie instrumentală, controlul energiei electrice, robotică, și multe altele.
Institutul Inginerilor Electrotehnicieni și Electroniști (IEEE) este una dintre cele mai importante și influente organizații pentru ingineri electronici cu sediul în SUA. La nivel internațional, Comisia Internațională Electrotehnică (CEI) pregătește standarde pentru inginerie electronică, dezvoltate prin consens și datorită activității a 20.000 de experți din 172 de țări din întreaga lume.

## Legături externe
- Institute of Electrical and Electronics Engineers (IEEE)